# Кубок світу з біатлону 2020—2021 — етап 3
Третій етап Кубка світу з біатлону 2020—21 відбувався в Гохфільцені, Австрія, з 11 по 13 грудня 2020 року. До програми етапу було включено 6 гонок: спринтерські гонки та гонки переслідування серед чоловіків і жінок, а також чоловіча та жіноча естафети.

## Переможці та призери

### Чоловіки
| Гонка:                       | Золото:                                                                  | Час                                                       | Срібло:                                                             | Час                                                       | Бронза:                                                    | Час                                                       |
| Спринт 10 км                 | Йоганнес Дале Норвегія                                                   | 23:32.5 (0+0)                                             | Кантен Фійон Майє Франція                                           | 23:49.6 (0+0)                                             | Фаб'єн Клод Франція                                        | 24:01.5 (0+1)                                             |
| Гонка переслідування 12,5 км | Кантен Фійон Майє Франція                                                | 32:38.7 (0+0+0+0)                                         | Емільєн Жаклен Франція                                              | 33:04.2 (0+0+0+0)                                         | Йоганнес Дале Норвегія                                     | 33:28.2 (1+0+1+0)                                         |
| Естафета 4 х 7,5 км          | Швеція Пеппе Фемлінг Єспер Нелін Мартін Понсілуома Себастьян Самуельссон | 1:16:31,5 (0+0) (0+2) (0+0) (0+1) (0+0) (0+3) (0+0) (0+2) | Норвегія Стурла Легрейд Йоганнес Дале Тар'єй Бо Йоганнес Тінгнес Бо | 1:16:37,2 (0+0) (0+2) (0+1) (0+2) (0+0) (0+2) (0+1) (1+3) | Німеччина Ерік Лессер Роман Рес Бенедикт Долль Філіпп Горн | 1:17:15,6 (0+1) (0+3) (0+0) (0+0) (0+1) (0+0) (0+2) (0+0) |

### Жінки
| Гонка:               | Золото:                                                                                             | Час                                           | Срібло:                                                                | Час                                                       | Бронза:                                                               | Час                                                       |
| Спринт 7,5 км        | Дінара Алімбекова Білорусь                                                                          | 20:12.3 (0+0)                                 | Тіріль Екгофф Норвегія                                                 | 20:20.8 (1+0)                                             | Франциска Пройс Німеччина                                             | 20:22.2 (0+1)                                             |
| Переслідування 10 км | Марте Ольсбу-Рейселанн Норвегія                                                                     | 29:04.6 (1+0+0+1)                             | Дінара Алімбекова Білорусь                                             | 29:18.5 (0+0+0+0)                                         | Жулья Сімон Франція                                                   | 29:22.4 (2+1+0+0)                                         |
| Естафета 4 х 6 км    | Норвегія Кароліне-Оффігстад Кноттен Інгрід-Ланнмарк Тандреволл Тіріль Екгофф Марте Ольсбу-Рейселанн | 1:08:04,3 (0+0) (0+0) (0+1) (1+3) (0+0) (0+1) | Франція Анаїс Бескон Жулья Сімон Жустін Брезаз-Буше Анаїс Шевальє-Буше | 1:08:28,8 (0+3) (0+3) (0+0) (0+3) (0+2) (0+1) (0+2) (0+2) | Швеція Юганна Скоттгейм Мона Брурссон Ельвіра Карін Еберг Ганна Еберг | 1:08:36,8 (0+0) (0+0) (0+0) (0+3) (0+2) (1+3) (0+0) (0+1) |